# Stade du Ray
O Stade du Ray foi um estádio localizado em Nice, na França. Utilizado predominantemente para partidas de futebol, foi a casa do OGC Nice até 2013, tinha uma capacidade de 17.415 lugares.

## História
Foi inaugurado em 1927 e já passou por diversas restaurações e hoje há planos para substituí-lo por outro estádio mais moderno, que servirá para competições europeias. Um novo estádio deveria ser construído no lado do Lingostière, mas o projeto foi cancelado em 2006. O estádio foi substituído pelo Allianz Riviera em setembro de 2013.
No dia 8 de junho de 2013 este estádio recebeu a partida final do Torneio Internacional de Toulon de 2013, quando o Brasil derrotou a Colômbia por 1 a 0 e ficou com o título de campeão.